# 阿斯图里亚斯共产党
阿斯图里亚斯共产党是西班牙共产党在阿斯图里亚斯自治区的分支。它的意识形态是共产主义、马克思主义。它的政治立场是左翼。该党总书记是Francisco de Asís Fernández Junquera-Huergo。